# Idioma zayahueco
El idioma zayahueco (Tzayahueco, Zayahueca) es una lengua uto-azteca del grupo corachol hablada en el estado mexicano de Jalisco. Los zayahuecas estaban asentados en el tiempo de la conquista al suroeste de los coras y eran parte la deivisión cultural del suroeste.